# 난징 방송 그룹
난징 방송 그룹(중국어: 南京广播电视集团)은 국가신문출판광전총국에 의해 승인된 중화인민공화국 최초의 부성급도시 방송 그룹으로 2003년 9월 29일에 정식으로 설립되었다. 난징 방송 그룹은 난징 텔레비전(南京电视台), 난징인민방송(南京人民广播电台), 난징 방송 신문사(南京广播电视报社), 난징 음상 출판사 (南京音像出版社) 등의 자회사를 거느리고 있다.

## 역사
난징인민방송(南京人民广播电台)은 1949년 5월 18일에 장쑤성의 성급 방송으로 설립되었으며, 이전에는 중앙방송(中央广播电台)이란 라디오 방송국이 존재하였다. 1952년 10월, 난징인민방송이 장쑤성 남부 및 북부의 라디오 방송과 합병하여 장쑤·난징인민방송(江苏·南京人民广播电台)이 설립되었다. 1953년 1월 1일에는 장쑤인민방송·난징인민방송의 두 방송국으로 각기 나눠졌다. 1959년 4월에는 장쑤 방송국에 소속된 난징 방송 편집부와 난징시 유선 라디오 방송(南京市有线广播电台)이 난징인민방송으로 합병되었다.
1969년 1월 난징인민방송의 방송이 중단되고, 장쑤인민방송 제2방송로 바뀌었으며, FM 스테레오 라디오로 문화 위주의 프로그램을 방송하였다. 1979년 1월 1일, 난징인민방송의 방송이 재개, 난징시 방송국에서 한 기구 두 개 브랜드(一个机构两块牌子)체제를 시행하였다가, 이후에 중화인민공화국 난징 시 위탁 직속 기관으로 변경된다.
난징 텔레비전(南京电视台)은 1980년 1월 17일에 설립되었으며, 1981년 2월 4일에 개국하였다. 난징 텔레비전은 중화인민공화국에서 최초로 설립된 성도 도시 텔레비전 방송국이었다.
2003년 9월 29일에는, 난징 텔레비전, 난징인민방송, 난징 방송 신문사, 난징 음상 출판사 등의 연합으로 난징 방송 그룹이 설립되었다.

## 텔레비전 채널
- 新闻综合频道 : 뉴스,종합 채널
- 影视频道 : 드라마 채널
- 教科频道 : 교과 채널
- 生活频道 : 생활 채널
- 娱乐频道 : 엔터테인먼트 채널
- 十八频道 : 18 채널
- 少儿频道 : 어린이 채널（청소년 올림픽 기간 동안에는 청소년 올림픽 채널(青奥频道)로 변경）
- 信息频道 : 정보 채널（상하이의 동방CJ(东方购物频道)채널 프로그램을 24시간 동안 방송）

## 라디오 채널
- 뉴스 종합 방송(新闻综合广播)（AM1008、FM106.9）
- 교통 방송(交通广播)（FM102.4）
- 음악 방송(音乐广播)（FM105.8）
- 스포츠 방송(体育广播)（FM104.3）: (청소년 올림픽 기간 동안에는 난징 어린이 채널(南京少儿频道, 이때는 청소년 올림픽 채널(青奥频道)이란 이름으로)과 함께 청소년 올림픽 관련 프로그램을 같이 방송한다.
- 경제 방송(经济广播)（AM900、FM98.1）